# Frantsuz (film fra 2019)
Frantsuz (russisk: Француз) er en russisk spillefilm fra 2019 af Andrej Smirnov.

## Medvirkende
- Anton Rival som Pierre Durand
- Jevgenija Obraztsova som Kira Galkina
- Jevgenij Tkatjuk som Valerij "Valera" Uspenskij
- Aleksandr Balujev som Tatisjjev
- Mikhail Jefremov